# Universidad de Princeton
La Universidad de Princeton (en inglés: Princeton University) es una de las ocho universidades privadas de investigación de la Ivy League, situada en Princeton (Nueva Jersey, Estados Unidos). Fundada originalmente con el nombre de College of New Jersey (Universidad de Nueva Jersey) en 1746, estuvo inicialmente localizada en Elizabeth (Nueva Jersey). Reconocida como una de las más prestigiosas universidades del mundo, la universidad fue trasladada a Princeton en 1756, manteniendo el nombre original. El nombre fue cambiado oficialmente a Universidad de Princeton en 1896. Originalmente fue una institución presbiteriana, actualmente laica.
Princeton es una de las universidades más ricas del mundo con una dotación financiera que supera los 34 000 millones de dólares. Parte de estos recursos son invertidos en su museo de arte  que exhibe numerosas pinturas, esculturas y arqueología; sus fondos suman 72 000 piezas. Este museo cuenta con pinturas de Fra Angelico, Hendrick Goltzius, Ludovico Carracci (El prendimiento de Cristo), Goya (una de sus raras acuarelas sobre marfil), Monet, Gauguin, Warhol y muchos otros artistas preeminentes. Cuenta también con abundantes grabados y dibujos, arte africano, porcelanas, y más.
El presidente de EE. UU. Woodrow Wilson fue alumno y presidente de esta universidad. Otros alumnos prominentes incluyen el CEO de Amazon Jeff Bezos, el expresidente del Perú Pedro Pablo Kuczynski, la ex primera dama Michelle Obama, el senador de Texas Ted Cruz, y la actriz Brooke Shields.

## Historia

### Fundación

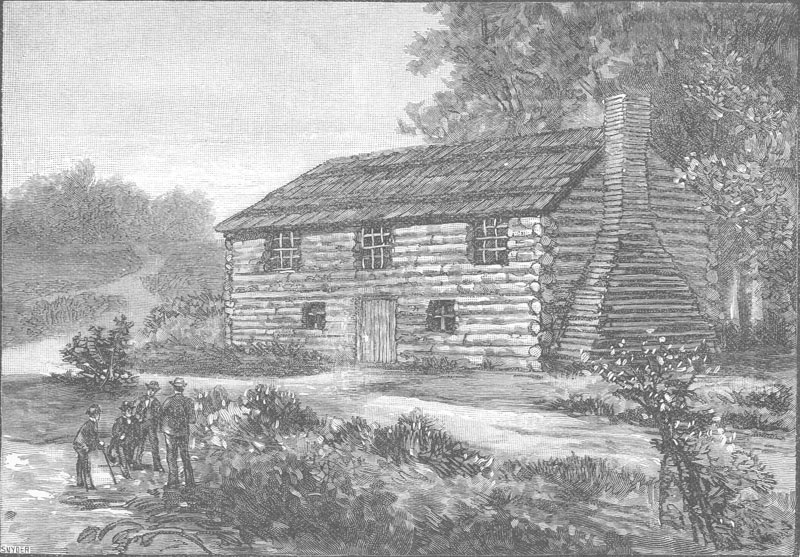
El Log College, un elemento influyente en el desarrollo de Princeton

La Universidad de Princeton, fundada como College of New Jersey, se vio influida en gran medida en sus años de formación por el "Log College", un seminario fundado por el reverendo William Tennent en Neshaminy, Pensilvania, hacia 1726. Aunque nunca existió una conexión legal, muchos de los alumnos y adherentes del Log College pasarían a apoyar económicamente y a involucrarse sustancialmente en los primeros años de la universidad. Mientras que los primeros escritores lo consideraban como el predecesor de la universidad, la idea ha sido rebatida por los historiadores de Princeton.
La fundación de la propia universidad se originó en una escisión de la iglesia Presbiteriana tras el Gran Despertar. En 1741, los presbiterianos Nueva Luz fueron expulsados del Sínodo de Filadelfia en defensa de la forma en que el Log College ordenaba a los ministros. Los cuatro fundadores del College of New Jersey, que eran New Lights, fueron expulsados o se retiraron del Sínodo e idearon un plan para establecer un nuevo colegio, pues estaban decepcionados con la oposición de la Harvard y la Yale al Gran Despertar e insatisfechos con la limitada instrucción del Log College. Convencieron a otros tres presbiterianos para que se unieran a ellos y se decidieron por Nueva Jersey como sede del colegio, ya que en ese momento no había ninguna institución entre el Yale College en New Haven, Connecticut, y el College of William & Mary en Williamsburg, Virginia; también era el lugar donde predicaban algunos de los fundadores. Aunque su petición inicial fue rechazada por el gobernador anglicano Lewis Morrison, el gobernador en funciones tras la muerte de Morrison, John Hamilton, concedió una carta de constitución para el Colegio de Nueva Jersey el 22 de octubre de 1746. En 1747, aproximadamente cinco meses después de adquirir la carta, los fideicomisarios eligieron a Jonathan Dickinson como presidente y abrieron en Elizabeth, Nueva Jersey, donde las clases se impartían en la casa parroquial de Dickinson. Con su fundación, se convirtió en la cuarta institución más antigua de educación superior de los Estados Unidos, y en uno de los nueve colleges coloniales trazados antes de la Revolución Americana. El objetivo de los fundadores era que el colegio tuviera un plan de estudios amplio para enseñar a personas de diversas profesiones, y no sólo para el trabajo ministerial. Aunque el colegio estaba abierto a los de cualquier confesión religiosa, siendo muchos de los fundadores de fe presbiteriana, el colegio se convirtió en la capital educativa y religiosa de los escoceses - irlandeses presbiterianos de Estados Unidos.

### Colonial y primeros años

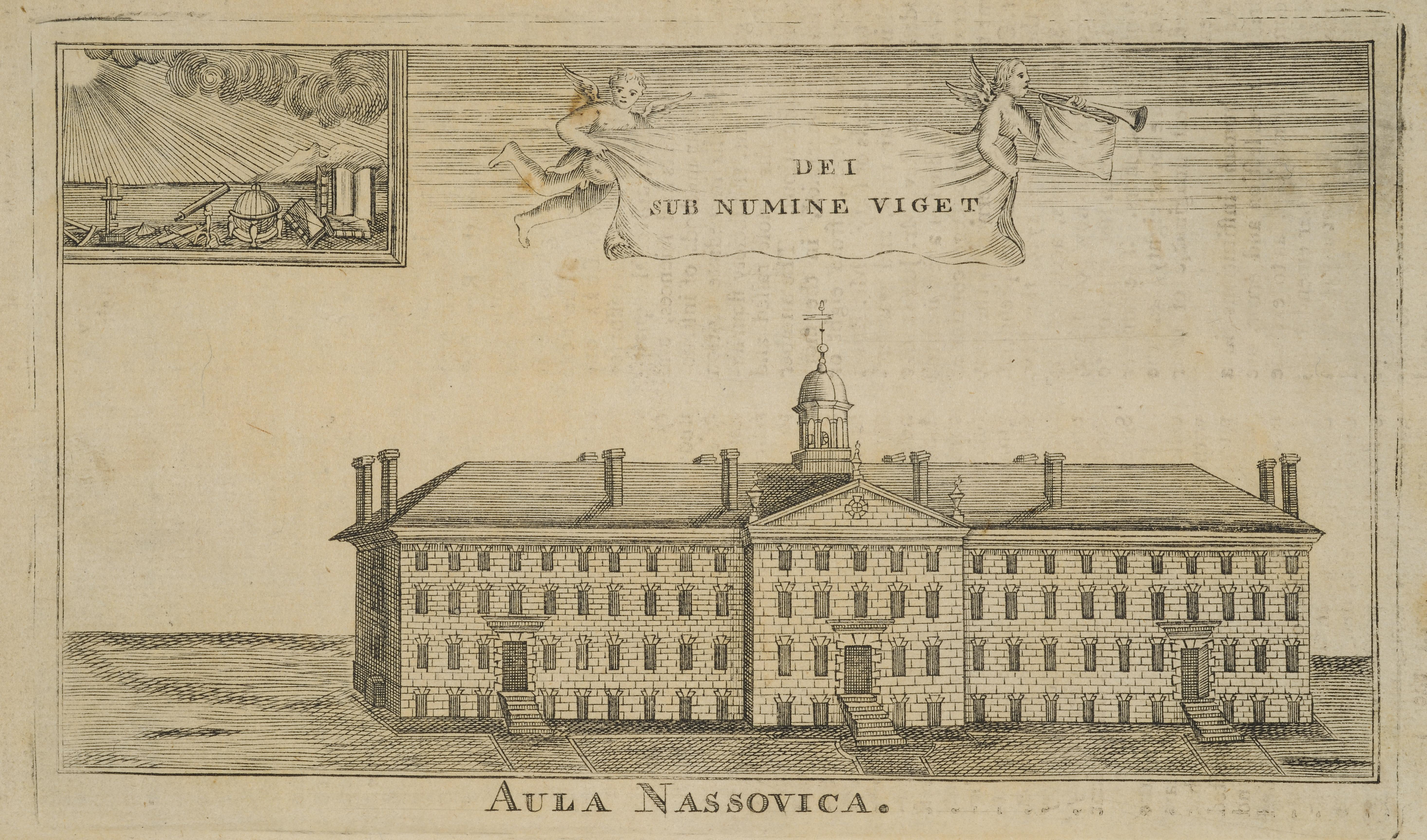
De 1760, la primera imagen del Nassau Hall

En 1747, tras la muerte del entonces presidente Jonathan Dickinson, el colegio se trasladó de Elizabeth a Newark, Nueva Jersey, ya que allí se encontraba la casa parroquial del sucesor presidencial Aaron Burr Sr.. Ese mismo año, la primera carta de Princeton fue disputada por los anglicanos, pero el 14 de septiembre de 1748, el recién nombrado gobernador Jonathan Belcher concedió una segunda carta. Belcher, un congregacionalista, se había alejado de su alma mater, Harvard, y decidió "adoptar" la universidad naciente. Belcher llegó a recaudar fondos para el colegio y donó su biblioteca de 474 volúmenes, convirtiéndola en una de las mayores bibliotecas de las colonias.
En 1756, el colegio se trasladó de nuevo a su actual sede en Princeton, Nueva Jersey, porque Newark se consideraba demasiado cerca de Nueva York. Se eligió Princeton por su ubicación central en Nueva Jersey y por la fuerte recomendación de Belcher. La sede del colegio en Princeton era el Nassau Hall, llamado así por el real Guillermo III de Inglaterra, miembro de la Casa de Orange-Nassau. Los administradores del College of New Jersey sugirieron inicialmente que el Nassau Hall llevara el nombre de Belcher en reconocimiento a su interés por la institución; el gobernador vetó la petición.

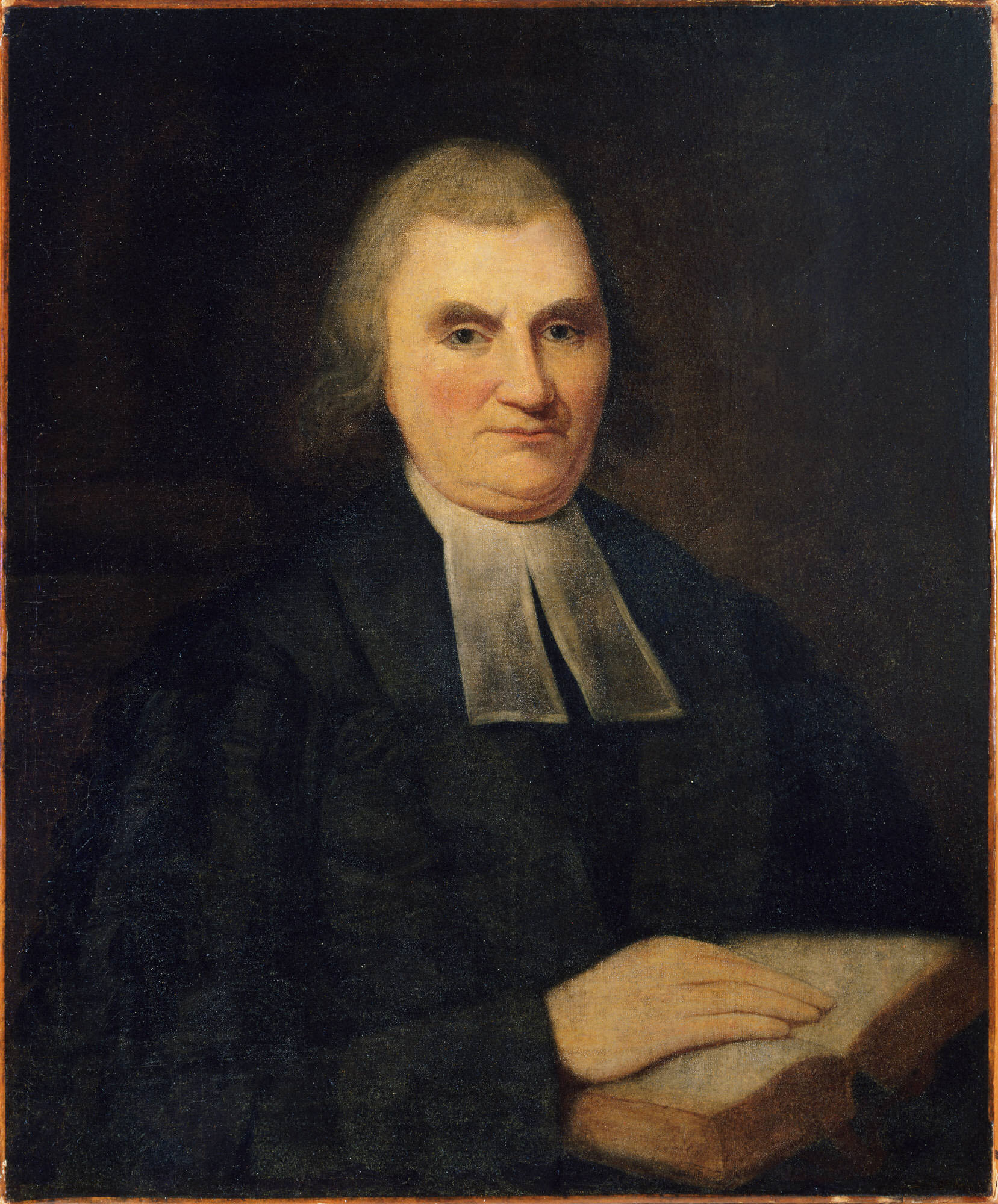
John Witherspoon, presidente del colegio (1768-94) y firmante de la Declaración de Independencia

Burr, que moriría en 1757, ideó un plan de estudios para la escuela y amplió el alumnado. Tras la prematura muerte de Burr y de los tres siguientes presidentes, John Witherspoon fue elegido presidente en 1768 y permaneció en ese puesto hasta su muerte en 1794. Con su presidencia, Witherspoon centró la universidad en la preparación de una nueva generación tanto de clérigos educados como de líderes seculares en la nueva nación americana. Para ello, endureció los estándares académicos, amplió el plan de estudios, solicitó inversiones para la universidad y aumentó su tamaño.
Firmante de la Declaración de Independencia, Witherspoon y su liderazgo llevaron al colegio a ser influyente para la Revolución Americana. En 1777, el colegio se convirtió en el escenario de la Batalla de Princeton. Durante la batalla, los soldados británicos ocuparon brevemente Nassau Hall antes de rendirse finalmente a las fuerzas americanas dirigidas por el general George Washington. Durante el verano y el otoño de 1783, el Congreso Continental y Washington se reunieron en Nassau Hall, convirtiendo a Princeton en la capital del país durante cuatro meses; El Salón Nassau es el lugar donde el Congreso se enteró del tratado de paz entre las colonias y los británicos. El colegio sí sufrió la revolución, con un depreciado capital financiero y fuertes facturas de reparación del Nassau Hall.

### SigloXIX
En 1795, el presidente Samuel Stanhope Smith tomó posesión de su cargo, siendo el primer exalumno en ser presidente. Nassau Hall sufrió un gran incendio que destruyó su interior en 1802, del que Smith culpó a los estudiantes rebeldes. El colegio recaudó fondos para la reconstrucción, así como para la construcción de dos nuevos edificios. En 1807, se produjo una gran revuelta estudiantil en Nassau Hall, espoleada por la desconfianza subyacente a las reformas educativas de Smith alejadas de la Iglesia. Tras el mal manejo de la situación por parte de Smith, la caída de las matriculaciones y las dimisiones del profesorado, los administradores de la universidad ofrecieron la dimisión a Smith, que la aceptó. En 1812, Ashbel Green fue elegido por unanimidad por los fideicomisarios del Colegio para convertirse en el octavo presidente. Tras el mandato liberal de Smith, Green representó el "Viejo Lado" conservador, en el que introdujo rigurosas normas disciplinarias y abrazó fuertemente la religión. Aun así, creyendo que el Colegio no era lo suficientemente religioso, tomó un papel destacado en la creación del Seminario Teológico de Princeton, situado al lado. Aunque los disturbios estudiantiles eran frecuentes durante el mandato de Green, la matrícula aumentó bajo su administración.
En 1823, James Carnahan fue nombrado presidente, llegando como un líder poco preparado y tímido. Con la universidad desgarrada por los puntos de vista conflictivos entre los estudiantes, el profesorado y los fideicomisarios, y con las inscripciones alcanzando su nivel más bajo en años, Carnahan consideró cerrar la universidad. El sucesor de Carnahan, John Maclean Jr., que por entonces sólo era profesor, recomendó salvar la universidad con la ayuda de los exalumnos; como resultado, se creó la asociación de exalumnos de Princeton, dirigida por James Madison, que comenzó a recaudar fondos. Con Carnahan y Maclean, ahora vicepresidente, trabajando como socios, las inscripciones y el profesorado aumentaron, las tensiones disminuyeron y el campus universitario se expandió. Maclean asumió la presidencia en 1854 y dirigió la universidad durante la guerra civil estadounidense. Cuando el Nassau Hall volvió a arder en 1855, Maclean recaudó fondos y utilizó el dinero para reconstruir Nassau Hall y gestionar la universidad con un presupuesto austero durante los años de la guerra. Con un tercio de los estudiantes de la universidad procedentes del Sur, la matrícula disminuyó. Una vez que muchos de los sureños se marcharon, el campus se convirtió en un fuerte defensor de la Unión, incluso otorgando un título honorífico a Presidente Lincoln.
James McCosh fue nombrado presidente de la universidad en 1868 y sacó a la institución de un periodo de baja que había sido provocado por la guerra. Durante sus dos décadas de servicio, revisó el plan de estudios, supervisó la expansión de la investigación en las ciencias, contrató a distinguidos profesores y supervisó la adición de una serie de edificios de estilo gótico victoriano al campus. Durante el mandato de McCosh también se crearon y aumentaron muchas actividades extracurriculares, como el Princeton Glee Club, el Triangle Club, el primer equipo de fútbol intercolegial y los primeros club de comida permanentes, así como la eliminación de las fraternidades y hermandades. En 1879, Princeton otorgó sus primeros doctorados a James F. Williamson y William Libby, ambos miembros de la promoción de 1877.
Francis Patton asumió la presidencia en 1888, y aunque su elección no fue recibida con un entusiasmo unánime, fue bien recibida por los estudiantes universitarios. La administración de Patton estuvo marcada por un gran cambio, ya que la matrícula y el profesorado de Princeton se habían duplicado. Al mismo tiempo, la universidad experimentaba una gran expansión y la vida social estaba cambiando como reflejo del aumento de los clubes de comida y el floreciente interés por el atletismo. En 1893, se estableció el sistema de honor, que permitía la realización de exámenes sin corrección. En 1896, el colegio se convirtió oficialmente en una universidad, y como resultado, cambió oficialmente su nombre a Universidad de Princeton. En 1900, se estableció formalmente la Escuela de Postgrado. Incluso con tales logros, la administración de Patton siguió siendo deslucida con su estructura administrativa y hacia sus estándares educativos. Debido a los cambios de perfil en el consejo de administración y al descontento con su gestión, se vio obligado a dimitir en 1902.

### SigloXX

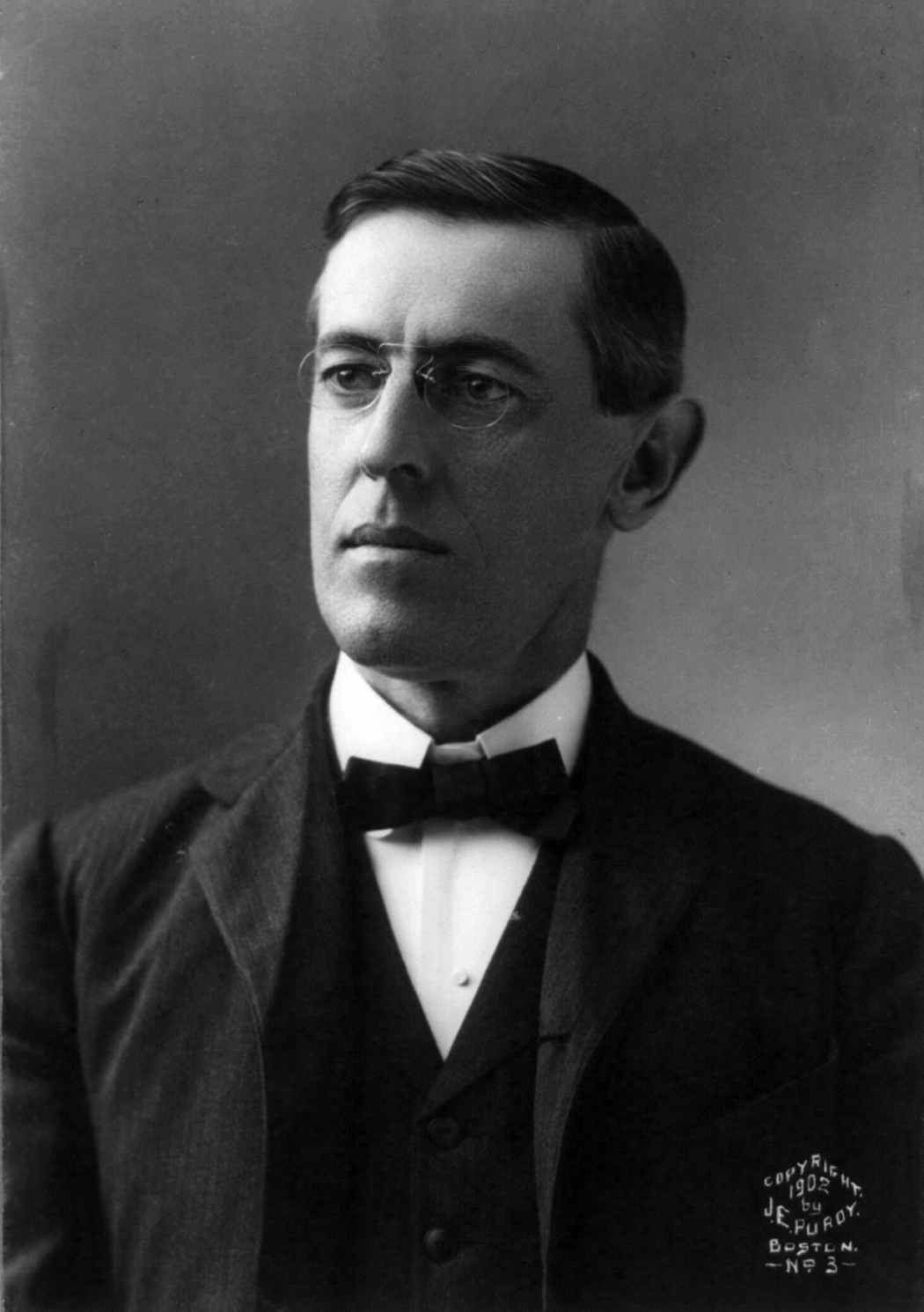
Woodrow Wilson, presidente de la Universidad de Princeton (1902-10) y 28.º presidente de los Estados Unidos.

Tras la dimisión de Patton, Woodrow Wilson, antiguo alumno y popular profesor, fue elegido 13.º presidente de la universidad. Al notar la caída de los niveles académicos, Wilson orquestó cambios significativos en el plan de estudios, en el que los estudiantes de primer y segundo año seguían un plan de estudios unificado, mientras que los de tercer y cuarto año se concentraban en el estudio de una disciplina. A los alumnos ambiciosos del último año se les permitió realizar trabajos independientes, lo que acabaría dando forma al énfasis de Princeton en la práctica para el futuro. Wilson reformó aún más el sistema educativo introduciendo el sistema de preceptoría en 1905, un concepto entonces único en los Estados Unidos que aumentaba el método de enseñanza estándar de las conferencias con una forma más personal en la que pequeños grupos de estudiantes, o preceptos, podían interactuar con un único instructor, o preceptor, en su campo de interés. Los cambios trajeron consigo muchos nuevos profesores y cimentaron el sistema académico de Princeton para la primera mitad del siglo XX. Debido al endurecimiento de las normas académicas, las inscripciones disminuyeron gravemente hasta 1907. En 1906, el embalse Lago Carnegie fue creado por Andrew Carnegie, y la universidad pasó a ser oficialmente no sectaria. Antes de dejar el cargo, Wilson reforzó el programa científico para centrarse en la investigación "pura" y rompió el cerrojo presbiteriano en el consejo de administración. Sin embargo, no consiguió apoyo para la ubicación permanente de la Escuela de Postgrado y la eliminación de los clubes de comida, que propuso sustituir por cuadriláteros, un precursor del sistema de colegios residenciales. Wilson también siguió manteniendo cerrada la admisión de estudiantes negros en Princeton. Cuando un aspirante a estudiante negro escribió una carta a Wilson, consiguió que su secretaria le contestara diciéndole que asistiera a una universidad donde sería más bienvenido.
John Grier Hibben fue elegido presidente en 1912 y permanecería en el cargo durante dos décadas. El 2 de octubre de 1913 se inauguró el Princeton University Graduate College. Cuando Estados Unidos entró en la Primera Guerra Mundial en 1917, Hibben destinó todos los recursos disponibles de la Universidad al gobierno. Como resultado, se abrieron escuelas de formación militar en el campus y se utilizaron laboratorios y otras instalaciones para programas de investigación y operativos. En total, más de 6.000 estudiantes sirvieron en las fuerzas armadas, y 151 murieron durante la guerra. Después de la guerra, la matrícula se disparó y los administradores establecieron el sistema de admisión selectiva en 1922. De los años 20 a los 30, el alumnado contaba con muchos estudiantes de escuelas preparatorias, cero estudiantes negros y la disminución de la matrícula judía debido a las cuotas. Además de dirigir Princeton durante la Primera Guerra Mundial, Hibben introdujo la tesis del último año en 1923 como parte del Nuevo Plan de Estudios. También propició una gran expansión de la universidad, con la creación de la Escuela de Arquitectura en 1919, la Escuela de Ingeniería en 1921 y la Escuela de Asuntos Públicos e Internacionales en 1930. Al final de su presidencia, la dotación se había incrementado en un 374%, la superficie total del campus se duplicó, el profesorado experimentó un impresionante crecimiento y las matriculaciones se duplicaron.
El sucesor de Hibben, Harold Willis Dodds dirigiría la universidad durante la Gran Depresión, la Segunda Guerra Mundial y el Conflicto de Corea. Con la Gran Depresión, muchos estudiantes se vieron obligados a retirarse por motivos económicos. Al mismo tiempo, la reputación de Princeton en el campo de la física y las matemáticas se disparó, ya que muchos científicos europeos se marcharon a Estados Unidos debido a la incómoda tensión provocada por la Alemania nazi. En 1930 se fundó el Instituto de Estudios Avanzados para dar cabida a la afluencia de científicos, como Albert Einstein. Muchos científicos de Princeton trabajarían en el Proyecto Manhattan durante la guerra, incluyendo todo el departamento de física. Durante la Segunda Guerra Mundial, Princeton ofreció un programa acelerado para que los estudiantes se graduaran antes de entrar en las fuerzas armadas. La matrícula de los estudiantes fluctuaba de un mes a otro, y muchos profesores se veían obligados a impartir asignaturas desconocidas. Aun así, Dodds mantuvo el nivel académico y estableció un programa para los militares, de modo que pudieran reanudar su educación una vez dados de baja.

### 1945 hasta la actualidad
Los años de la posguerra vieron cómo los académicos renovaban los lazos rotos a través de numerosas convenciones, la expansión del campus y la introducción de requisitos de distribución. En este periodo se produjo la desegregación de Princeton, estimulada por los cambios en la constitución de Nueva Jersey. Princeton comenzó a emprender un enfoque más agudo hacia la investigación en los años posteriores a la guerra, con la construcción de la Biblioteca Firestone en 1948 y el establecimiento del Centro de Investigación Forrestal en la década de 1950. La investigación patrocinada por el gobierno aumentó considerablemente, sobre todo en los departamentos de física e ingeniería, y gran parte de ella se realizó en el nuevo campus de Forrestal. Sin embargo, con el paso de los años, la investigación científica en el campus de Forrestal disminuyó y, en 1973, parte del terreno se convirtió en espacios comerciales y residenciales.
Robert Goheen sucedería a Dodds por unanimidad y sería presidente hasta 1972. La presidencia de Goheen se caracterizó por ser más liberal que la de los presidentes anteriores, y su presidencia vería un aumento de solicitantes negros, así como la eventual coeducación de la universidad en 1969. Durante este período de aumento de la diversidad, el Centro del Tercer Mundo (ahora conocido como el Centro Carl A. Fields) fue dedicado en 1971. Goheen también supervisó una gran expansión de la universidad, con un aumento de la superficie en un 80%.
A lo largo de las décadas de 1960 y 1970, Princeton experimentó un activismo sin precedentes, centrado en su mayor parte en la guerra de Vietnam. Mientras que el activismo de Princeton se mantuvo inicialmente relativamente tímido en comparación con otras instituciones, las protestas comenzaron a crecer con la fundación de un capítulo local de Estudiantes por una Sociedad Democrática (SDS) en 1965, que organizó muchas de las protestas posteriores de Princeton. En 1966, el SDS ganó prominencia en el campus después de piquetes contra un discurso del Presidente Lyndon B. Johnson, que obtuvo la cobertura de primera página del New York Times.  Un notable punto de discordia en el campus fue el Instituto de Análisis de Defensa (IDA) y protagonizaría múltiples protestas, algunas de las cuales requirieron la actuación policial. Con el paso de los años, el programa de las protestas se amplió a las inversiones en Sudáfrica, los problemas medioambientales y los derechos de las mujeres. En respuesta a estas protestas cada vez más amplias, se fundó el Consejo de la Comunidad Universitaria de Princeton (CPUC) para que sirviera como método para dar mayor voz a los estudiantes en la gobernanza. El activismo culminó en 1970 con una huelga general de estudiantes, profesores y miembros del personal, para que la universidad se convirtiera en una "institución contra la expansión de la guerra". Las protestas de Princeton disminuirían más tarde ese año, y The Daily Princetonian dijo que "Princeton 1970-71 era una universidad emocionalmente quemada".
En 1982, el sistema de colegios residenciales se estableció oficialmente bajo el sucesor de Goheen William G. Bowen, que ocuparía el cargo hasta 1988. Durante su presidencia, la dotación de Princeton aumentó de 625 millones de dólares a 2.000 millones, y se llevó a cabo una importante campaña de recaudación de fondos conocida como "A Campaign for Princeton". El presidente Harold T. Shapiro sucedería a Bowen y seguiría siendo presidente hasta 2001. Shapiro continuaría incrementando la dotación, ampliando los programas académicos, aumentando la diversidad de los estudiantes y supervisando la mayor cantidad de renovaciones en la historia de Princeton. En 2001, Princeton cambió la política de ayuda financiera a un sistema que sustituía todos los préstamos por becas. Ese mismo año, Princeton eligió a su primera presidenta, Shirley M. Tilghman. Antes de retirarse en 2012, Tilghman amplió la oferta de ayuda financiera y llevó a cabo varios proyectos de construcción importantes, como el Centro Lewis para las Artes y un sexto colegio residencial. Tilghman también lideró iniciativas para más programas globales, la creación de una oficina de sostenibilidad e inversiones en las ciencias.
El vigésimo presidente de Princeton Christopher Eisgruber fue elegido en 2013. En 2017, la Universidad de Princeton dio a conocer una investigación a gran escala de historia pública sobre su implicación histórica con la esclavitud llamada Princeton & Slavery Project. El proyecto vio la publicación de cientos de fuentes primarias, 80 ensayos académicos, una conferencia académica, una serie de obras de teatro cortas y un proyecto artístico. En abril de 2018, los miembros del consejo de administración de la universidad anunciaron que nombrarían dos espacios públicos en honor a James Collins Johnson y Betsey Stockton, personas esclavizadas que vivieron y trabajaron en el campus de Princeton y cuyas historias fueron difundidas por el proyecto. En 2019, el activismo estudiantil a gran escala volvió a entrar en la corriente principal en relación con la aplicación por parte de la escuela de la política federal del Título IX relativa a la agresión sexual en el campus. El activismo consistió en sentadas en respuesta a la sentencia disciplinaria de un estudiante.

#### Coeducación
Las raíces de la coeducación en la universidad se remontan al siglo XIX. Fundado en 1887, el Evelyn College for Women en Princeton proporcionaba educación a las hijas de los profesores y a las hermanas de los estudiantes de Princeton. Aunque nunca existió una relación legal, muchos profesores de Princeton enseñaron allí y varias administraciones de Princeton, como Francis Patton, formaron parte de su consejo de administración. Cerró en 1897 tras la muerte de su fundador, Joshua McIlvaine.

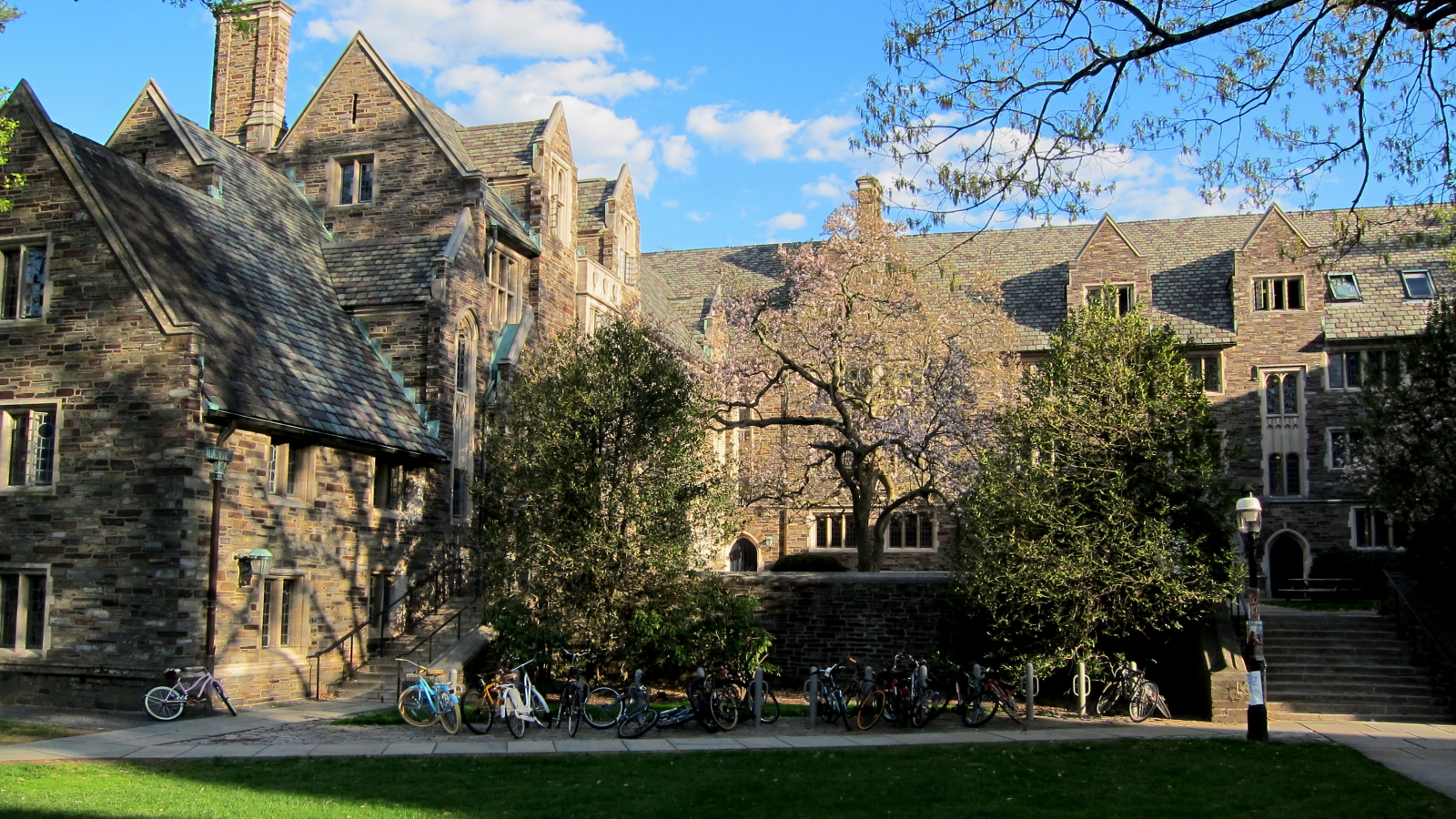
Pyne Hall, donde vivieron las primeras estudiantes en el campus.

En 1947, tres mujeres del personal de la biblioteca se inscribieron en cursos de ruso para principiantes para hacer frente a un aumento de la literatura rusa en la biblioteca. En 1961, Princeton admitió a su primera estudiante graduada, Sabra Follett Meservey, que llegaría a ser la primera mujer en obtener un máster en Princeton. Ocho mujeres más se matricularon al año siguiente en la Escuela de Postgrado, y en 1964, T'sai-ying Cheng se convirtió en la primera mujer de Princeton en recibir un doctorado. Las primeras estudiantes de grado llegaron en 1963, cuando cinco mujeres llegaron a Princeton para estudiar "lenguajes críticos." Fueron consideradas estudiantes regulares durante su año en el campus, pero no eran candidatas a obtener un título de Princeton. Tras las frustradas conversaciones con el Sarah Lawrence College para trasladar el colegio femenino a Princeton y fusionarlo con la universidad en 1967, la administración encargó un informe sobre la admisión de mujeres. El informe final se publicó en enero de 1969, apoyando la idea. Ese mismo mes, los administradores votaron 24-8 a favor de la coeducación y empezaron a preparar la institución para la transición. La universidad terminó estos planes en abril de 1969 y anunció que habría coeducación en septiembre. Finalmente, 101 alumnas de primer año y 70 alumnas transferidas se matricularon en Princeton en septiembre de 1969. Las admitidas fueron alojadas en Pyne Hall, un dormitorio bastante aislado; se añadió un sistema de seguridad, aunque las mujeres lo rompieron deliberadamente en un día.
En 1971, Mary St. John Douglas y Susan Savage Speers se convirtieron en las primeras mujeres consejeras, y en 1974 se eliminaron las cuotas para hombres y mujeres. A raíz de una demanda de 1979, los clubes de comida tuvieron que pasar a ser mixtos en 1991 después de que se denegara una apelación ante el Tribunal Supremo de EE. UU.. En 2001, Princeton eligió a su primera presidenta.

## Old Nassau
"Old Nassau" ha sido himno de la Universidad de Princeton desde 1859. Estas palabras fueron escritas ese año por un estudiante de primer año, Harlan Page Peck. Sin embargo, Old Nassau no solo se refiere al himno de la Universidad. También puede referirse a Nassau, edificio que fue construido en 1756 bautizado en honor a Guillermo III de Inglaterra o referirse a una reacción química que es conocido como "Reacción de Nassau" porque la solución se vuelve de color naranja y negro.